# Dicranomyia sera
Dicranomyia sera är en tvåvingeart som först beskrevs av Walker 1848.  Dicranomyia sera ingår i släktet Dicranomyia och familjen småharkrankar. Arten är reproducerande i Sverige. Inga underarter finns listade i Catalogue of Life.